# Сражение при Византии
Сражение при Виза́нтии — двухдневное морское сражение 318 или 317 года до н. э. Второй войны диадохов между флотами регента Македонской империи Полиперхона под командованием Клита и диадохов Кассандра и Антигона.
В первый день сражения военачальник Полиперхона Клит одержал победу, уничтожив и захватив бо́льшую половину кораблей противника. После победы Клит дал возможность войску отдохнуть на берегу. Антигон воспользовался тем, что враг не ожидал повторного нападения. Он смог организовать неожиданное повторное нападение на войско Клита с суши и моря. В ходе последовавших паники и неразберихи войско и флот Клита погибли либо попали в плен. Сам военачальник бежал, однако вскоре был схвачен и убит.

## Предыстория
В 319 году до н. э. Антипатр перед смертью в преклонном возрасте назначил регентом Македонской империи Полиперхона, а своего сына Кассандра — хилиархом, вторым по влиянию человеком в Македонии. Сын Антипатра Кассандр не согласился с ролью военачальника при Полиперхоне и восстал. Он вступил в союз с сатрапом Египта Птолемеем и Фригии Антигоном, у каждого из которых были свои мотивы не подчиниться Полиперхону. Антигон стал захватывать соседние владения сатрапов в Малой Азии. Первой он захватил Геллеспонтскую Фригию, которой правил Арридей. Сатрап Лидии Клит, предвидя нападение, оставил гарнизоны в самых крупных городах и отплыл в Македонию, чтобы найти помощь у Полиперхона.
Полиперхон боялся перехода войск Антигона из Азии в Европу. Поэтому он отправил свой флот под командованием опытного военачальника Клита, который до этого успешно руководил македонским флотом во время Ламийской войны, в область Пропонтиды с поручением охранять пути сообщения между Европой и Азией. Там он присоединил к своим войскам силы Арридея, который удерживал прибрежный город Киос, а также захватил несколько гаваней. Кассандр в свою очередь передал свой флот в управление Никанору. Военачальник получил приказ отправиться в Азию к Антигону, после чего выполнять все его указания. Антигон разделил силы. В то время как флот Никанора плыл к Византию, сухопутное войско двигалось по побережью в сторону Босфора.

### Датировка сражения
Среди множества проблем при реконструкции событий периода войн диадохов существует сложность их датировки. Один из главных источников по истории войн диадохов Диодор Сицилийский использовал три античные хронологические системы — от года основания Рима, по афинским архонтам и античным Олимпийским играм. При описании событий, которые последовали за смертью Александра Македонского 11 июня 323 года до н. э. ни он, ни другие авторы не привели точной их датировки. В современной историографии присутствуют три подхода к определению даты того или иного события войн диадохов, которые получили название «высокой» и «низкой» хронологии. Также Э. Ансон выделяет гибридный подход в датировке, который использует элементы «высокой» и «низкой» хронологий. По утверждению Э. Ансона, который датирует сражение при Византии летом 317 года до н. э., после исследования Т. Бойи «Between High and Low: A Chronology of the Early Hellenistic Period» в историографии отдают предпочтение «низкой» хронологии. Также 317 годом до н. э. событие датируют Н. В. Ефремов и Р. Биллоуз. Ф. Штеелин и Р. Енгель отдавали предпочтение «высокой» хронологии и считали, что сражение произошло в 318 году до н. э..

### Силы сторон
Флоты Никанора и Клита были сопоставимы по количеству кораблей. Диодор Сицилийский исчислял количество триер у Никанора как «более сотни», Полиэн — 130. Современные историки отдают предпочтение данным Полиэна. Р. Биллоуз считал, что флот Клита ненамного превосходил по количеству кораблей силы противника. Также, он считал, что из 130 кораблей Никанора около 35 были предоставлены Антигоном.

## Битва
Корабли под командованием Клита находились на якоре возле Византия. Никанор атаковал его со стороны Пропонтиды. Преимуществом Клита стало течение со стороны Понта Эвксинского, так как, в отличие от соперника, его корабли при попутном течении были значительно манёвреннее. В ходе последовавшего сражения было потоплено 17 и захвачено не менее 40 кораблей Никанора. Вторая часть флота бежала и укрылась в гавани Халкидона.
Вечером в Халкидон прибыл Антигон. Он оценил обстановку, после чего разместил на оставшиеся корабли своих гипаспистов. Также он отправил гонцов в Византий, с которым был в дружественных отношениях, с просьбой прислать грузовые суда. На них он ночью переправил лучников, пращников и других легковооружённых воинов. В это время Клит, который был убеждён, что разбитый противник не посмеет повторно напасть, дал своему войску отдых. Перед рассветом лучники и пращники Антигона начали обстреливать войско Клита. В последовавшей панике и беспорядке воины пытались добраться до своих кораблей. В это время вдали появился флот Антигона с тяжеловооружёнными гипаспистами на борту. После короткой битвы корабли Клита были потоплены либо захвачены. Лишь адмиральскому кораблю удалось спастись. Клит решил высадиться на противоположном берегу, чтобы затем по суше добраться до Македонии. Там он был вскоре схвачен воинами Лисимаха и убит.

## Последствия
В ходе сражения при Византии Антигон победил флот Полиперхона, который возлагал на него большие надежды. Таким образом Антигон не только упрочил власть над своими владениями в Малой Азии, но и получил контроль над Эгейским морем, что давало возможность беспрепятственно с войсками высадиться в Европе. Это могло бы привести к нападению на Полиперхона с двух сторон войск Кассандра и Антигона. Однако успешные действия в Азии Эвмена заставили Антигона отправиться на восток. По мнению Р. Биллоуза, у Антигона, который упрочил свою славу блестящего военачальника, не было цели вмешиваться в военные действия в Европе. Ему было достаточно нивелировать потенциальную возможность Полиперхона вторгнуться с войсками в свои владения в Малой Азии. Одновременно, победа Антигона при Византии перечеркнула планы Эвмена отправиться со своим войском морским путём на финикийских кораблях в Македонию на помощь Полиперхону и Олимпиаде. Когда моряки эвменова флота под командованием Сосигена увидели украшенный символами победы флот Антигона, то они предпочли дезертировать и перейти с гружёными казной кораблями на сторону противника. Сосиген в тот момент находился на берегу и не мог повлиять на происходящее.